# Flughafen Córdoba

i7
i11
i13
Der Flughafen Córdoba Ingenieur Taravella (spanisch Aeropuerto Internacional Ingeniero Taravella,  IATA-Code: COR, ICAO-Code: SACO) ist der Flughafen der argentinischen Stadt Córdoba. Er wird auch Pajas Blancas genannt, weil er sich in der Nähe einer gleichnamigen Ortschaft befindet, die etwa 15 km nördlich von Córdoba selbst liegt.

## Geschichte
Seit seiner Erweiterung im April 2006 hat der Flughafen zwei Terminals, von denen jedoch nur einer genutzt wird. Mit fast dreieinhalb Million Fluggästen pro Jahr (2019) ist er der drittwichtigste Flughafen Argentiniens hinter den beiden Flughäfen der Stadt Buenos Aires (Ezeiza und Aeroparque Jorge Newbery). Vor der Argentinien-Krise war der Flughafen Drehscheibe der mittlerweile nicht mehr operierenden Fluggesellschaft Southern Winds. Danach kam es zu einem kurzzeitigen Passagierzahleinbruch.
In den letzten Jahren wurde der Flughafen immer wieder ausgebaut und modernisiert, um den hohen Passagierzahlen gerecht zu werden. 2015 wurde ein neuer Tower in Betrieb genommen, 2018 die Landebahn 18/36 erneuert.

## Zwischenfälle
- Am 17. Juni 1953 wurde eine Douglas DC-4/C-54A-5-DO der Aerolíneas Argentinas (LV-ABQ) im Anflug auf den Flughafen Córdoba durch grobe Navigationsfehler, verbunden mit falschen Windangaben, 12 Kilometer vor der Landebahn ins Gelände geflogen. Bei diesem CFIT (Controlled flight into terrain) überlebten trotzdem alle 41 Insassen, sieben Besatzungsmitglieder und 34 Passagiere, den Unfall.[4]

## Fluggesellschaften und Ziele
Verbindungen bestehen in mehrere Städte Argentiniens, in die lateinamerikanischen Länder Panama, Brasilien, Peru und Chile sowie nach Spanien (Stand 2023). Zeitweise gab es auch Flüge in die Dominikanische Republik.

## Verkehrszahlen
| Jahr | Fluggastaufkommen | Luftfracht (Tonnen) | Flugbewegungen |
| ---- | ----------------- | ------------------- | -------------- |
| 2022 | 2.108.000         | k.D.                | 18.039         |
| 2021 | 701.000           | k.D.                | 7.266          |
| 2020 | 741.000           | k.D.                | 6.853          |
| 2019 | 3.489.691         | k.D.                | 29.925         |
| 2018 | 3.387.123         | k.D.                | 30.941         |
| 2017 | 2.762.393         | 1.596               | 26.102         |
| 2016 | 2.212.939         | 1.398               | 23.526         |
| 2015 | 1.947.798         | 1.496               | 21.783         |
| 2014 | 1.673.266         | 1.405               | 20.284         |
| 2013 | 1.572.429         | 3.094               | 19.642         |
| 2012 | 1.523.107         | 1.621               | 20.851         |
| 2011 | 1.492.927         | 2.152               | 21.992         |
| 2010 | 1.385.464         | 2.109               | 20.512         |
| 2009 | 1.251.027         | 2.511               | 18.913         |
| 2008 | 1.113.860         | 4.117               | 18.193         |
| 2007 | 981.143           | 3.745               | 16.057         |
| 2006 | 988.025           | 3.702               | 16.794         |
| 2005 | 1.091.783         | 3.140               | 19.421         |
| 2004 | 1.087.582         | 2.749               | 20.706         |
| 2003 | 979.590           | 2.676               | 19.638         |
| 2002 | 963.428           | 4.042               | 24.821         |
| 2001 | 1.407.118         | 5.354               | 39.455         |

## Sonstiges
Im Westen der Stadt befindet sich ein kleiner Militärflugplatz.

### Escuela de Aviación Militar Córdoba
Die Fuerza Aérea Argentina betreibt in Córdoba einen kleinen Militärflugplatz. Hier betreibt sie ein Trainings- und Flugversuchszentrum, dass auch von den Heeresfliegern genutzt wird.